# Nattens furste
Nattens furste (The Vampire Lestat i original) är den andra boken i Vampyrkrönikan av Anne Rice. Boken publicerades 1985 och översattes till Nattens furste på svenska.